# Helena Szymańska
Helena z Palińskich Szymańska (ur. ok. 1840, zm. 23 czerwca 1874) – aktorka sceny wileńskiej i lwowskiej, tancerka. Żona aktora Józefa Henryka Szymańskiego, przyrodnia siostra aktorki Salomei Palińskiej, szwagierka dziennikarza Józefa Keniga. 
Helena urodziła się w rodzinie żydowskiej Józefa i Teodory z Józefowiczów. W wieku 4 lat przyjęła chrzest razem z matką i rodzeństwem. 
Uczyła się w warszawskiej szkole baletowej. Od 26 października 1856 do 1858 r. występowała na deskach teatru wileńskiego jako aktorka i tancerka (pod nazwiskiem Palińska). W latach 1859–1860 grała w Kownie i w Suwałkach, a niedługo potem wyszła za mąż. Pod nazwiskiem męża występowała już do śmierci (po raz pierwszy w 1860 r. w Wilnie).
5 grudnia 1863 r. debiutowała w Warszawie, lecz nie została zaangażowana. W latach 1864–1865 występowała w Krakowie, a od 1 maja 1865 do 1871 w teatrze lwowskim. Na krótko, w sezonie 1871/1872 przeniosła się do Poznania, lecz wróciła do Lwowa. Tam też zmarła, a jej ciało spoczęło na cmentarzu Łyczakowskim.
Córką Heleny Szymańskiej, ze związku z Witoldem hr. Dunin-Borkowskim, była aktorka Helena Szymańska (1868-1954).